# Podmaniczky–Széchényi-kastély
Sablon:Egybevonandó
Az aszódi Podmaniczky–Széchényi-kastély Pest vármegyében, az Aszódi járásban található egykori főúri kastély. Zöld kastélynak is nevezik, mert külső falai eredetileg zöld színűek voltak, csak a 20. század második felében végzett felújításkor festették át fehérre. Egykor a podmanini és aszódi báró Podmaniczky család, majd a sárvár-felsővidéki gróf Széchényi család tulajdona volt. Jelenleg állami tulajdonban van és üresen áll.

## Története
A kastélyt a XVIII. század végén építette Podmaniczky II. Sándor és felesége, Wartensleben Klára, egy gazdasági épület helyére, a család régi kastélyának nyugati, úgynevezett Sándor-szárnyához kapcsolódva. Az épület sokáig a színe miatt a zöld kastély nevet viselte. A kastélyt 1920-ban vásárolta meg gróf Széchényi Gyula (1878-1956), aki egészen 1945-ig birtokolta. A második világháború után az épület jelentősen leromlott. A felújítás után iskola és kollégium működött a falai között. Úgy tűnt, hogy az 1990-es évek végén, 2000-es évek elején az evangélikus egyház átveszi a megyei önkormányzati iskola fenntartását és vele együtt az épületet is. Az Aszódi Evangélikus Petőfi Gimnázium, Általános Iskola és Kollégium 1997-ben kapott új épületet, így a kastélyt nem vették át. Azóta üresen áll, állapota folyamatosan romlik.

## Felépítése
A kastély stílusa főleg klasszicista, de barokk és copf elemek is megtalálhatók az épületen. Alaprajza téglalap alakú. Az egyemeletes épület főhomlokzatának manzárdtetős középrizalitja csak kicsit emelkedik ki a homlokzat síkjából. A timpanonjában a Podmaniczky és Wartensleben családok címerei láthatók. A földszint vakolatkváderes díszítésű, belül kosáríves árkádok találhatók. A homlokzat előtt mellvédes terasz fekszik, melyre kétszárnyú lépcső vezet.